# Richard Wilkinson

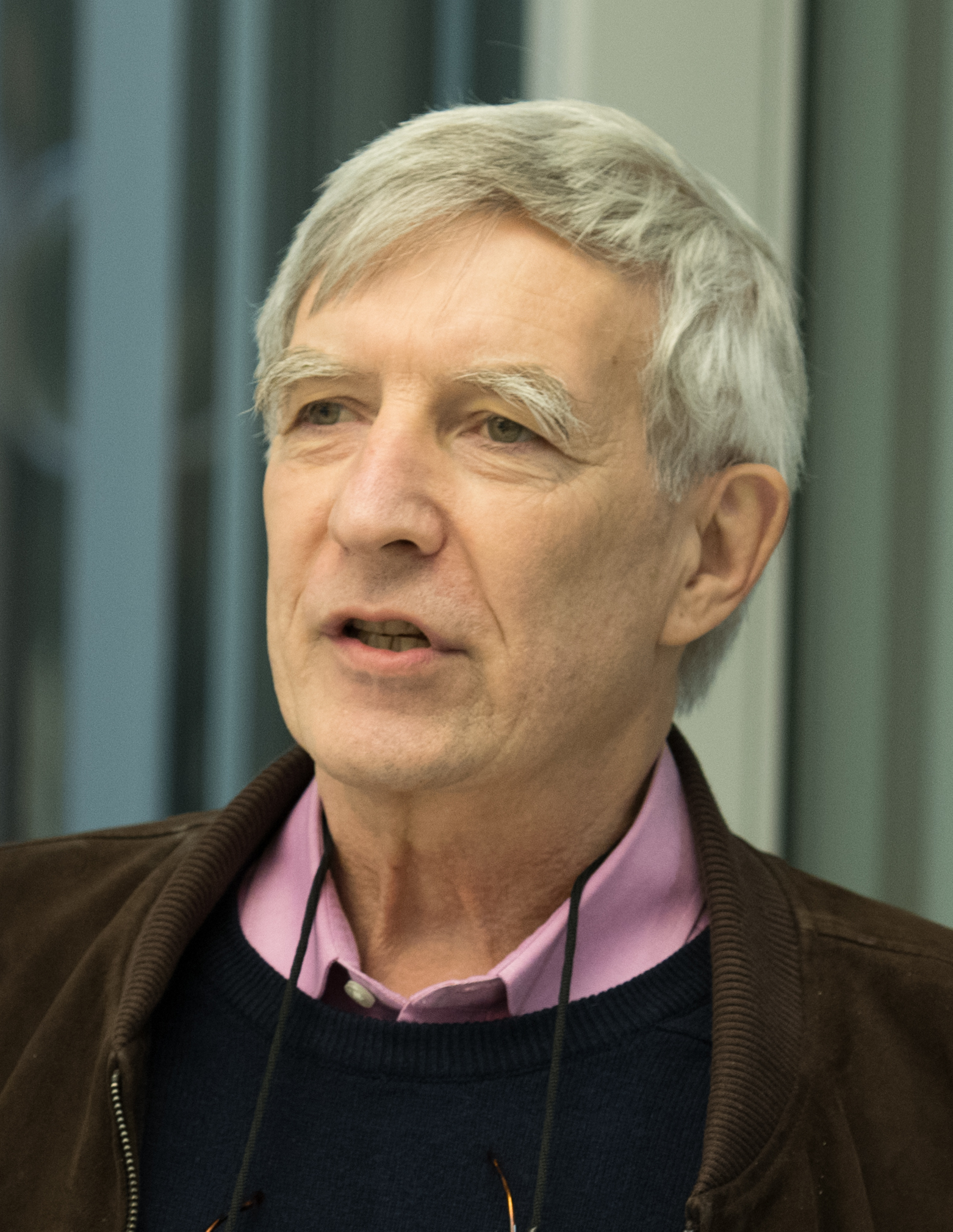
Richard Wilkinson (2018)

Richard Gerald Wilkinson (1943) is een Brits emeritus hoogleraar sociale epidemiologie en onderzoeker van de maatschappelijke effecten van sociale ongelijkheid.
Hij volgde een technische opleiding aan de Leighton Park School te Reading en studeerde economische geschiedenis aan de London School of Economics, waarna hij zijn Masters verwierf aan de Universiteit van Pennsylvania.
Hij promoveerde in 1976 aan de Universiteit van Nottingham op een proefschrift over de sociaaleconomische factoren die het sterftecijfer in samenlevingen beïnvloeden.
Grote bekendheid verwierf hij met het boek The Spirit Level, Why Greater Equality Makes Societies Stronger, dat hij in 2009 publiceerde, samen met Kate Pickett. Hierin claimen de auteurs dat samenlevingen met een meer gelijke verdeling van inkomens een beter gezondheidspeil kennen en minder sociale problemen hebben, zoals geweld, drugsgebruik, tienerzwangerschappen, geestesziekten, obesitas, enz. en meer cohesie vertonen dan die waarin de kloof tussen arm en rijk groter is.
Van het boek zijn meer dan 20 uitgaven buiten het Verenigd Koninkrijk verschenen.
In 2009 stichtten Wilkinson en Pickett The Equality Trust, een instituut dat de voordelen van meer sociale gelijkheid en minder inkomensongelijkheid in samenlevingen propageert.
Het werk van Wilkinson werd sterk beïnvloed door Thomas McKeown, de Britse hoogleraar sociale geneeskunde die grote nadruk legde op het directe verband tussen toenemende welvaart en daling van de sterfte sinds de industrialisatie, en de geringe bijdrage van individuele medische zorg aan een betere volksgezondheid. Op hun beurt hadden zowel Wilkinson als McKeown grote invloed op het gedachtegoed van Robert Frank en van Angus Deaton, Nobelprijswinnaar voor de economie in 2015.